# 2000 AH29
2000 AH29 är en asteroid i huvudbältet som upptäcktes den 3 januari 2000 av LINEAR i Socorro County, New Mexico.
Asteroiden har en diameter på ungefär 4 kilometer och den tillhör asteroidgruppen Koronis.